# 가스 브룩스
가스 브룩스(영어: Garth Brooks, 1962년 2월 7일 ~ )는 미국의 컨트리 가수이자 작곡가이다. 컨트리 장르에 팝과 록 요소를 통합한 그는 특히 미국에서 컨트리 음악 싱글 및 음반 차트, 멀티 플래티넘 음반, 기록적인 라이브 공연에서 성공을 거두며 큰 인기를 얻었으며, 주류 팝 분야에도 진출했다.

## 음반 목록
- Garth Brooks (1989)
- No Fences (1990)
- Ropin' the Wind (1991)
- Beyond the Season (1992)
- The Chase (1992)
- In Pieces (1993)
- Fresh Horses (1995)
- Sevens (1997)
- Garth Brooks in...the Life of Chris Gaines (1999)
- Garth Brooks & the Magic of Christmas (1999)
- Scarecrow (2001)
- Man Against Machine (2014)
- Christmas Together (with Trisha Yearwood) (2016)
- Gunslinger (2016)
- Fun (2020)
- Time Traveler (2023)